# Lawrence Krauss
Lawrence Maxwell Krauss (ur. 27 maja 1954 w Nowym Jorku) – amerykańsko-kanadyjski fizyk teoretyk, kosmolog i działacz ateistyczny, profesor Arizona State University, twórca The School of Earth and Space Exploration oraz dyrektor The Origin Project.

## Praca naukowa

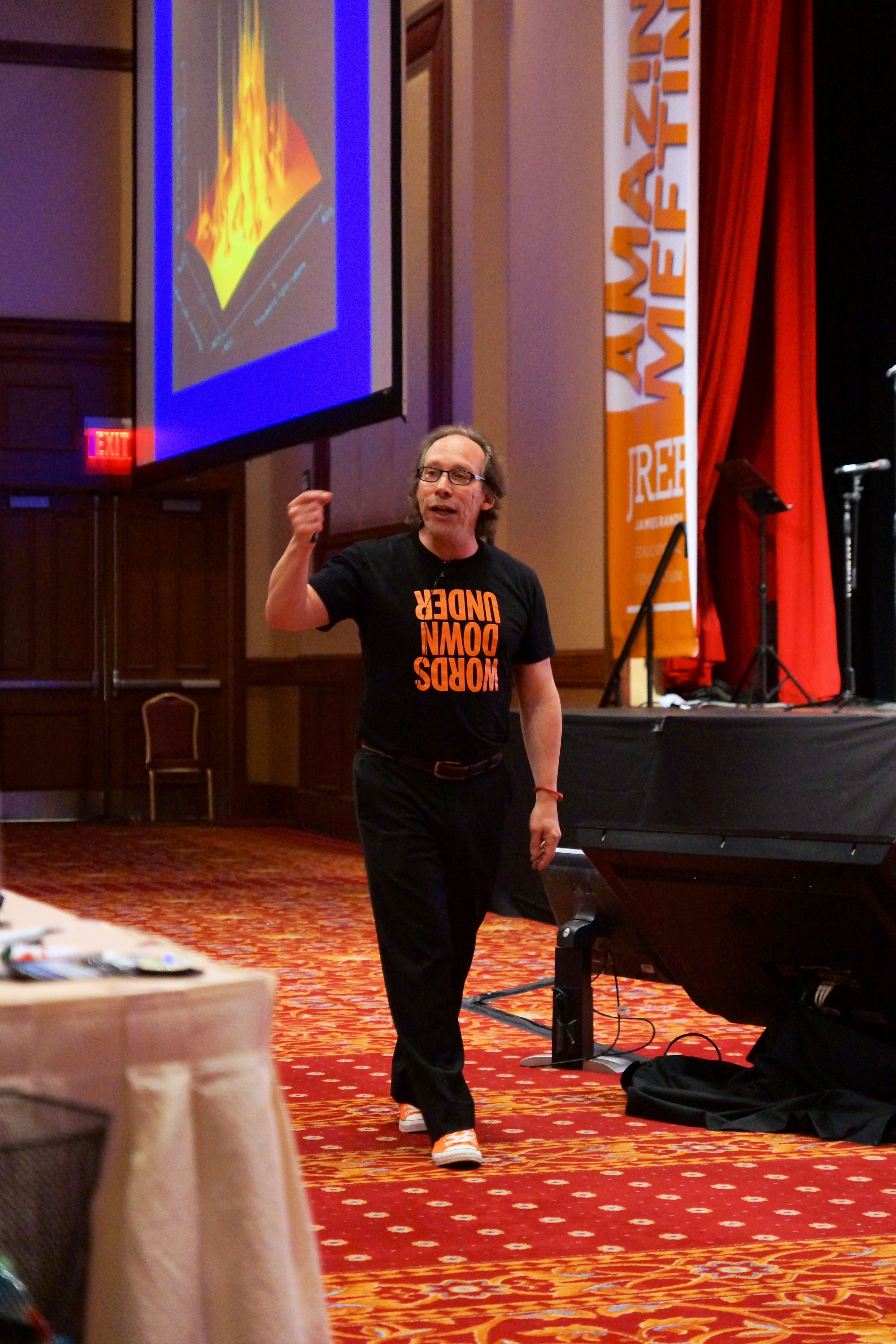
Lawrence Maxwell Krauss- amerykańsko-kanadyjski fizyk.

Główne obszary jego naukowych zainteresowań to astrofizyka i kosmologia. Wiele badań poświęcił ciemnej materii, ciemnej energii, kwantowej teorii pola i grawitacji, czarnym dziurom, ewolucji gwiazd, nukleosyntezie i eschatologii. Laureat Medalu Oersteda za nauczanie fizyki (2004).

## Działalność publiczna
Prowadzi publiczne wykłady oraz bierze udział w debatach na tematy naukowe. Jest zwolennikiem naukowego poznania rzeczywistości oraz zdecydowanym krytykiem religii. Popularyzuje między innymi teorię „czegoś z niczego”, zakładającą fizyczną możliwość powstania Wszechświata ze stanu pozbawionego materii. Teorię tę opisał w książce Wszechświat z niczego. Dlaczego istnieje raczej coś niż nic wydanej w 2012.

## Książki
1. 1989: The Fifth Essence.
2. 1994: Fear Of Physics: A Guide For The Perplexed, ISBN 0-465-02367-3.
3. The Physics of Star Trek;
  - 1996: Fizyka podróży międzygwiezdnych, tłum. Ewa L. Łokas, Bogumił Bieniok, Prószyński, ISBN 83-86868-73-2.
4. Beyond Star Trek;
  - 1998: Tajemnice kosmosu czyli od latających talerzy do końca świata, tłum. Karol Pesz, Prószyński, ISBN 83-7255-007-7.
5. 2000: Quintessence The Search For Missing Mass In The Universe.
6. 2002: Atom: An Odyssey from the Big Bang to Life on Earth... and Beyond.
7. 2005: Hiding in the Mirror: The Mysterious Allure of Extra Dimensions, from Plato to String Theory and Beyond, ISBN 0-670-03395-2.
8. 2011: Quantum Man: Richard Feynman's Life in Science.
9. A Universe from Nothing: Why There Is Something Rather Than Nothing;
  - 2012: Wszechświat z niczego. Dlaczego istnieje raczej coś niż nic, tłum. Tomasz Krzysztoń, Prószyński Media, ISBN 978-83-7839-729-8.
10. The Greatest Story Ever Told So Far: Why Are We Here?
  - 2018: Największa przygoda ludzkości. Odkrywanie zagadki Wszechświata, tłum. Krzysztof Rejmer, Michał Czerny, wyd. Feeria Science, ISBN 978-83-7229781-5.
11. 2021: The Physics of Climate Change, Head of Zeus, ISBN 978-164293816-6.